# هتل گلداری
هتل گلداری (انگلیسی: Galadari Hotel) یا هتل گله‌داری شرکت خدمات گردشگری و هتل‌داری اماراتی مستقر در سریلانکا است، که در سال ۱۹۸۴ توسط برادران گلداری (خانواده اماراتی ایرانی‌تبار) تأسیس شد.